# FS Sestrese Calcio 1919
FS Sestrese Calcio 1919 – włoski klub piłkarski, mający swoją siedzibę w mieście Genua na północy kraju.

## Historia
Chronologia nazw:
- 1919: Fratellanza Sportiva Sestrese
- 1937: Polisportiva "Manlio Cavagnaro"
- 1945: Fratellanza Sportiva Sestrese
- 1959: SestreseDoria - po fuzji z Nuova Andrea Doria
- 1961: Fratellanza Sportiva Sestrese

Piłkarski klub Fratellanza Sportiva Sestrese został założony w miejscowości Genua (dzielnica Sestri Ponente) w 1919 roku. W sezonie 1919/20 zespół najpierw zajął drugie miejsce w grupie A Promozione Ligure, a potem trzecie miejsce w grupie finałowej i zdobył awans do Prima Categoria. W 1920 debiutował w najwyższej klasie rozgrywek, ale w 1922 spadł do Seconda Divisione. W 1926 po reorganizacji systemu ligi i wprowadzeniu najwyższej klasy, zwanej Divisione Nazionale klub pozostał w II lidze, która nazywała się Prima Divisione. W 1929 została organizowana Serie A i po kolejnej reorganizacji klub został oddelegowany do Serie C, która do 1935 zwana była Prima Divisione.
Latem 1937 roku pod naciskiem reżimu faszystowskiego klub Sestrese został przemianowany na Polisportiva "Manlio Cavagnaro", założyciela Autonomii Faszystowskiej w Sestri Ponente, który został zamordowany w roku 1921. Następnie aby uratować klub zmuszono do połączenia głównych społeczeństw Genui - A.C. Sampierdarenese oraz S.S. Corniglianese z Rivarolese Nazionale Liguria w jedyny klub Associazione Calcio Liguria.
W 1945 komisja Federazione Italiana Giuoco Calcio anulowała wszystkie fuzje reżimu faszystowskiego. Wskutek decyzji klub w 1945 został odrodzony jako Fratellanza Sportiva Sestrese. W sezonie 1945/46 startował w grupie A Mista B-C Alta Italia. W następnym sezonie zajął 19.miejsce w grupie A Serie B i spadł do Serie C, a w 1951 do regionalnych rozgrywek Promozione.
W 1959 połączył się z klubem Nuova Andrea Doria z Serie D, tworząc SestreseDoria. Po dwóch latach fuzja rozpadła się i klub powrócił do nazwy Fratellanza Sportiva Sestrese. W 1962 spadł do Prima Categoria, dopiero w 1967 powrócił do Serie D, ale w 1972 spadł do Promozione, a po roku znów do Prima Categoria. W 1977 powrócił do Promozione, a w 1979 do Serie D, ale po roku znów spadł do Promozione. Potem przez dłuższy czas grał w ligach amatorskich. W sezonie 2006/07 zajął 1.miejsce w Eccellenza Liguria i awansował do Serie D. W 2010 znów spadł do niższych lig.

## Sukcesy

### Trofea międzynarodowe
Nie uczestniczył w rozgrywkach europejskich (stan na 31-12-2016).

### Trofea krajowe
| \| \| Zdobyte trofea w rozgrywkach Włoch (stan na: 31-05-2017) \| |                                                          |      |                                                                   |
| Rozgrywki                                                         | Osiągnięcie                                              | Razy | Sezon(y)                                                          |
| · Mistrzostwo                                                     | I miejsce                                                | 0    |                                                                   |
| · Mistrzostwo                                                     | II miejsce                                               | 0    |                                                                   |
| · Mistrzostwo                                                     | III miejsce                                              | 1    | 1921/22 (grupa eliminacyjna Sezione ligure)                       |
| · Puchar                                                          | zdobywca                                                 | 0    |                                                                   |
| · Puchar                                                          | finalista                                                | 0    |                                                                   |
| · Puchar                                                          | ?                                                        | ?    | ?                                                                 |
| II liga                                                           | I miejsce                                                | 0    |                                                                   |
| II liga                                                           | II miejsce                                               | 0    |                                                                   |
| II liga                                                           | III miejsce                                              | 0    |                                                                   |
| II liga                                                           | 2.miejsce                                                | 1    | 1922/23 (grupa A Seconda Divisione Nord, 2. miejsce - półfinał A) |
| Włochy                                                            | Zdobyte trofea w rozgrywkach Włoch (stan na: 31-05-2017) |      |                                                                   |

## Stadion
Klub rozgrywa swoje mecze domowe na stadionie Giuseppe Piccardo w Borzoli, który może pomieścić 400 widzów.